# Stephan Sattler
Stephan Sattler (né en 1947 à Taching am See) est un journaliste allemand. De 1992 à 2010, il a dirigé le département culture chez Focus. Depuis, il travaille comme rédacteur en chef.

## Vie
Sattler est né en Haute-Bavière. Il est le fils et petit-fils des architectes Dieter Sattler et Carl Sattler ; son frère Christoph Sattler est également architecte. Stephan Sattler a fréquenté les écoles de Rome, Munich et Bad Godesberg. Après avoir obtenu son diplôme d'études secondaires en 1966, il étudie les sciences politiques, la philosophie, l'histoire et les études américaines de 1966 à 1973 à l' Université de Munich (Master en 1973 sur Girolamo Savonarola), ainsi qu'à Londres et Paris. En 1975, il devient chercheur à l'université de Duisburg-Essen et en 1976 à l'université de Hambourg.   
En 1980, il devient rédacteur en chef dans la maison d'édition Carl Hanser Verlag à Munich. En 1985, il rentre chez Burda, où il travaille dans l'équipe éditoriale allemande d'Illustrierte Bunte et écrit la chronique invitée Brennpunkt. En 1988, il devient rédacteur en chef du magazine artistique et culturel Pan. De 1992 à 2010, il a été membre fondateur et chef du département culture du magazine d'information Focus. En 2010, il devient rédacteur en chef chez Hubert Burda Media. 
Il a été membre du jury du Prix d'honneur culturel de la capitale de l'État de Munich et membre du conseil consultatif du Colloque M100 Sanssouci (de). En 2006, il est devenu membre du Centre de recherche en politiques appliquées (CAP). 
Il est marié à la journaliste et femme de lettres, Rachel Salamander, et vit à Munich.